# Subocka
Subocka – wieś w Chorwacji, w żupanii pożedzko-slawońskiej, w mieście Lipik. W 2011 roku liczyła 12 mieszkańców.

## Historia
Wieś została poważnie zniszczona podczas działań wojennych w 1991 roku. Początkowo znalazła się pod panowaniem serbskim. W grudniu 1991 roku wieś znalazła się w granicach Chorwacji. W ramach tych starć poległo dwóch członków Niezależnego Batalionu HV 51 (Vrbovec).

## Zabytki

### Kościół św. Gabriela
We wsi znajdował kościół Archanioła św. Gabriela (prawosławny), zbudowany w połowie XVIII wieku i odrestaurowany w 1889 roku. Podczas II wojny światowej został całkowicie zniszczony bombardowaniami. W 1982 roku zbudowano nowy, lecz w 1992 roku został zaminowany i całkowicie zniszczony.